# Glasbena matica Trst
Glasbena matica Trst je zasebna ustanova, ki nudi glasbeno izobraževanje v slovenščini v Furlaniji - Julijski krajini. Danes deluje kot deželna profesionalna izobraževalna ustanova s šolami v Trstu, Gorici, Špetru in Ukvah, njen cilj je usposabljanje poklicnih glasbenikov in promocija glasbene kulture med Slovenci v Italiji.

## Zgodovina
Ustanovljena je bila 29. oktobra 1909 v Trstu z imenom Slovensko Pevsko in glasbeno društvo Trst, kot podružnica ljubljanske Glasbene matice, na pobudo prof. Karla Mahkote. Uradno poimenovanje kot Glasbena matica je iz leta 1922.
Leta 1912 je Dunajska oblast pozitivno odgovorila na prošnjo društva in je od tedaj pridobilo pravico javnega poučevanja (in vladno finančno podporo). Ravnatelj šole je bil skladatelj in dirigent Viktor Šonc. Šola je nudila pouk klavirja, godal in solopetja, posebna pozornost je bila namenjena zborovski dejavnosti.
Od leta 1914 je pouk potekal v prostorih Narodnega doma, modernega večnamenskega središča v centru mesta Trst, ki je bilo zbirališče in ponos tržaških Slovencev. Po prvi svetovni vojni (med katero je bilo seveda delovanje okrnjeno) je društvo zacvetelo (leta 1920 je šola imela 126 učencev, 80-članski pevski zbor in 35-članski orkester), a 13. julija 1920 so fašisti zažgali Narodni dom, plameni niso prizanesli niti učilnicam z instrumenti in arhivi. Slovenski glasbeni profesorji pa so spet začeli z rednim poučevanjem v začasnih prostorih v predmestju ali v zasebnih stanovanjih, instrumente so dajala na razpolago druga društva (Tržaški Sokol pri Sv. Ivanu, Zarja iz Rojana, Adrija iz Barkovelj, pri Sv. Jakobu so nabavili klavir). A leta 1927 se je odbor odločil za razpustitev ustanove, da bi jo rešil prisilnega zaprtja fašistične oblasti in tako zaplembe vsega imetja.
Po koncu druge svetovne vojne je Glasbena matica Trst doživela svoj preporod, ravnateljstvo je takrat prevzel violinist Karel Sancin. Od leta 1950 je šola delovala v poslopju v Ulici Ruggero Manna (nad glavno tržaško železniško postajo). Zaradi zakonskih predpisov Republike Italije je Glasbena matica Trst delovala kot privatna šola, v kateri so učenci študirali po italijanskih ministrskih programih, diplomske izpite pa so polagali na državnih konservatorijih .
Leta 1962 je začel delovati goriški odsek Glasbene matice Trst pod vodstvom Silvana Križmančiča (obnovili so dejavnosti, ki jih je imelo Pevsko in glasbeno društvo v Gorici kot podružnica ljubljanske Glasbene matice iz leta 1907). Proti koncu sedemdesetih let je Glasbena matica Trst odprla podružnice v Petjagu v Benečiji in v Ukvah v Kanalski dolini v sklopu vedno širših povezovanj Slovencev v deželi Furlaniji - Julijski Krajini. Sledila je še otvoritev podružnic v Špetru, Čedadu in v Žabnicah .
Leta 2000 je slovenska založniška družba ZTT prodala poslopje, kjer je delovala Glasbena matica celih petdeset let in se je zato morala preseliti v poslopje bivše slovenske šole v mestni četrti Rojan . Še prej so 29. junija 1992 šolo Glasbene matice Trst poimenovali po tržaškem skladatelju Mariju Kogoju ob njegovi stoletnici rojstva.
Glasbena matica Trst je v več kot stoletnem delovanju doživela in premostila veliko kriznih obdobij, ki so grozili njenemu obstoju, a je tudi po najbolj temnih trenutkih našla motivacijo za prerod. Verjetno ni bilo trenutka, ko ne bi finančne stiske ali politične spletke pogojevale njeno delovanje, saj so že v šestdesetih letih govorili o podržavljenju šole ali o morebitni bolj zaščiteni dejavnosti kot samostojni slovenski sekciji državnega konservatorija, doslej pa niso še našli ustrezne polizične rešitve. S tem nerešenim problemom so se soočali kar štirije ravnatelji šole: Gojmir Demšar je namreč leta 1976 šel v pokoj, mesto ravnatelja je za njim prevzel Svetko Grgič, nato Bogdan Kralj, ki je šolo vodil od leta 1993 do leta 2022 in trenutni ravnatelj Manuel Figheli.

## Delovanje danes
Glasbena matica Trst je šola, ki nudi individualni glasbeni pouk iz klavirja, violine, viole, violončela, kljunaste in prečne flavte, oboe, klarineta, saksofona, trobente, pozavne, roga, kitare, klasične in diatonične harmonike, harfe, tolkal, viole da gamba in  solopetja. Poseben oddelek za pihala in trobila je namenjen godbeniški dejavnosti in poteka v sodelovanju s krajevnimi zvezami in društvi. Dolgoletna tradicija zborovske glasbe se nadaljuje z zborovodskimi tečaji, otroškim in mešanim mladinskim zborom. Glasbena matica prireja koncertne sezone . Tudi glasbena založniška dejavnost je še vedno aktivna .